# Naalehu
Cette page contient des caractères spéciaux ou non latins. S’ils s’affichent mal (▯, ?, etc.), consultez la page d’aide Unicode.
Naalehu (graphie hawaïenne : Nāʻālehu) est une localité du comté d'Hawaï, à Hawaï, aux États-Unis. Sa population s’élevait à 866 habitants lors du recensement de 2010.

## Démographie
| 2000 | 2010 | - | - | - | - |
| ---- | ---- | - | - | - | - |
| 713  | 866  | - | - | - | - |

## À noter
Naalehu est la localité la plus méridionale des États-Unis. Son nom signifie « cendres volcaniques ».

## Source
- (en) Cet article est partiellement ou en totalité issu de l’article de Wikipédia en anglais intitulé « Naalehu, Hawaii » (voir la liste des auteurs).